# Galina Lukašenková
Galina Rodionovna Lukašenková (rusky Галина Родионовна Лукашенко, bělorusky Галіна Радзівонаўна Лукашэнка, Halina Radzivonaŭna Lukašenka; * 1955 Běloruská SSR), rozená Želnerovičová (rusky Желнерович, bělorusky Жаўняровіч, Žaŭnjarovič) je manželka běloruského prezidenta Alexandra Lukašenka a současná první dáma Běloruska.
Lukašenková žije odloučeně od manžela, který měl nejméně jeden mimomanželský poměr, z něhož se v roce 2004 narodil syn Nikolaj.

## Životopis
Lukašenková se narodila v roce 1955 v rodině Rodiona Georgijeviče Želneroviče (1928–1983) z Brestu a Jeleny Fedorovny Želnerovičové (1929–2019) ze Slucka. S Alexandrem Lukašenkem se seznámila ještě na střední škole a provdala se za něj v roce 1975 po absolvování Mogilevského státního pedagogického institutu.
Když byl její manžel zvolen prezidentem a přestěhoval se do Minsku, Lukašenková nadále žila ve Škloŭ. Svého manžela nedoprovází na veřejných akcích a je s ním viděna jen zřídka.

## Sankce
Dne 15. března 2022 byla Lukašenková zařazena na sankční seznam Ministerstva financí Spojených států amerických. Dne 25. března 2022 na ni byly uvaleny sankce ze strany Austrálie. Později téhož roku na ni byly uvaleny sankce také ze strany Nového Zélandu a Ukrajiny.